# Lehtosaari (ö i Södra Savolax, Nyslott, lat 61,73, long 28,89)
Lehtosaari är en ö i Finland. Den ligger i sjön Pihlajavesi och i kommunen Nyslott i  landskapet Södra Savolax, i den sydöstra delen av landet, 270 km nordost om huvudstaden Helsingfors. Öns area är 3,3 hektar och dess största längd är 360 meter i öst-västlig riktning.